# Csabai Márta
Csabai Márta (Kecskemét, 1963. április 13. –) klinikai- és egészségpszichológus, egyetemi tanár. A Károli Gáspár Református Egyetem professzora Az Alkalmazott Egészségpszichológiai Szakpszichológus Szakképzés egyik létrehozója . A Gyógyító Nőkért Alapítvány alapítója.  Több doktori iskola  témavezetője. Az Európai Pszichológiai Társaságok Szövetsége (EFPA) 'Psychology and Health' munkacsoportja tagja.

## Oktatási területei
Személyiséglélektan, egészségpszichológia, orvosi pszichológia és kommunikáció.

## Kutatási területei
Alkalmazott egészségpszichológia; Pszichoszomatikus jelenségek társadalom-lélektani összefüggései; A gyógyító kapcsolat nem specifikus hatótényezői; A test és az egészség társas és kulturális reprezentációi.

## Életpályája
A kecskeméti Katona József Gimnáziumban érettségizett 1981-ben. A Kossuth Lajos Tudományegyetem Bölcsészettudományi Karán szerezte meg pszichológusi diplomáját 1987-ben. A budapesti Orvostovábbképző Egyetemen klinikai szakpszichológusi képesítést szerzett 1990-1992-ben. Posztgraduális képzés keretében 2 trimesztert töltött el a University of London, Health Psychology Master of Science programjában 1991-ben. 1996-ban a Central European University (Budapest) keretein belül “Gender and Culture” Summer University programban vett részt. 2016-ban Alkalmazott egészségpszichológiai szakpszichológus szakképesítést szerzett. Hosszabb tanulmányútjai közül kiemelkedik a londoni TEMPUS Visiting Grant (1991), a Magyar Állami Eötvös Ösztöndíj Rómában eltöltött útja (2002), továbbá az ausztrál kormány Endeavour Executive Fellowship támogatásával Melbourne-ben töltött ösztöndíjas időszak (2015). 2011-ben nevezték ki egyetemi tanárrá.
Tudományos fokozata: PhD, Semmelweis Orvostudományi Egyetem, 1997. szeptember 8.; tudományterület: orvosi pszichológia. Habilitáció: 2007. november 21., Pécsi Tudományegyetem.
Korábbi munkahelyei a Magyar Tudományos Akadémia Pszichológiai Intézete, ahol tudományos főmunkatárs, és a Szegedi Tudományegyetem Pszichológiai Intézete, ahol a Személyiség-, Klinikai- és Egészségpszichológiai tanszék vezetője és az Alkalmazott egészségpszichológiai szakpszichológus szakképzés létrehozója és vezetője volt. Számos hazai és nemzetközi oktatási, kutatási és fejlesztési program vezetője és résztvevője volt korábban és jelenleg is. Betegellátást és egészségpszichológiai tanácsadást is végez, továbbá a képzésben lévő pszichológusok szupervízora.

## Könyvei (válogatás)
- Aggódó testünk. Az egészségszorongástól a belső biztonságig. HVG Könyvek, Budapest, 2023.
- Pszichológusok a betegellátásban. Alkalmazott egészségpszichológiai tanulmányok és esetismertetések (Papp-Zipernovszky Orsolyával és Sallay Violával szerk.) Szegedi Egyetemi Kiadó, 2022.
- Eset-történet. A klinikai mesétől az esetbankig. Oriold és Társai Kiadó, Budapest, 2017.
- Gyógyítók egészsége: A hivatás kihívásai és a változás lehetőségei (Papp-Zipernovszky Orsolyával szerk.) Oriold és Társai Kiadó, Budapest, 2015.
- Pszichológia a gyógyításban. Fenomenológiai, művészetpszichológiai és testkép-központú megközelítések. (Pintér Judit Nórával, szerk.) Oriold és Társai Kiadó, Budapest, 2013.
- Tünetvándorlás. A hisztériától a krónikus fáradtságig. Jószöveg Műhely Kiadó, Budapest, 2007.
- Orvosi pszichológia és klinikai egészségpszichológia. Molnár Péterrel. Medicina, Budapest, 2009. 308 p. ISBN 978-963-226-208-6
- A gyógyító kapcsolat élménye: kézikönyv és oktatólemez a kapcsolati készségek fejlesztéséhez. Csörsz Ilonával és Szili Katalinnal. Budapest : Oriold és Társai K., [2009] 96 p. ; 24 cm + 1 CD mell. ISBN 978-963-86798-3-3
- Testhatárok és énhatárok. Az identitás változó keretei (Erős Ferenccel) Jószöveg Műhely Kiadó, Budapest, 2000
- Health, Illness, and Care. The Textbook of Medical Psychology. (Molnár Péterrel) Springer Orvosi Kiadó, Budapest, 2000.
- Egészség, betegség, gyógyítás. Az orvosi pszichológia tankönyve.  (Molnár Péterrel) Springer Orvosi Kiadó, Budapest, 1999.

## Társasági tagságai
- Magyar Pszichológiai Társaság
- Critical Health Psychology Society
- Communication, Medicine and Ethics Society

## Díjak, ösztöndíjak
- A legjobb tudományos prezentáció díja az Európai Egészségpszichológiai Társaság VIII. Konferenciáján, Alicante, Spanyolország, (1994)
- TEMPUS Visiting Grant (London, 1991)
- A Springer Kiadó Orvostudományi Nívódíja az Egészség, betegség, gyógyítás c. kötetért (2000)
- Széchenyi Professzori Ösztöndíj (2000-2003)
- OTKA posztdoktori ösztöndíj (2000)
- Magyar Állami Eötvös Ösztöndíj (Róma, 2002)
- Endeavour Executive Fellowship of the Australian Government (Melbourne, 2015)
- Radnai Béla díj (Magyar Pszichológiai Társaság, 2017)
- AVON díj a mellrákos betegek pszichológiai támogatása terén végzett munkáért (2018)
- Nyírő Gyula díj (Magyar Pszichiátriai Társaság, 2019)